# 1937 en Norvège
Chronologie de la Norvège
- 1933
- 1934
- 1935
- 1936
- 1937
- 1938
- 1939
- 1940
- 1941

Cet article présente les faits marquants de l'année 1937 en Norvège ou relatifs à la Norvège.

## Gouvernance
- Haakon VII est roi de Norvège.
- Johan Nygaardsvold dirige le gouvernement.

## Événements
- 29 mai : le roi Haakon VII inaugure l'aéroport de Stavanger.
- Une crue détruit une vingtaine de maisons sans faire de victimes dans la vallée de Sima, Hordaland[1]
- Les architectes  Knut Knutsen, Arne Korsmo et Ole Lind Schrstad conçoivent le pavillon de la Norvège de l'exposition universelle de 1937[2].

## Naissances
- Naissance en Norvège en 1937

## Décès
- Décès en Norvège en 1937